# Grylloderes melanocephalus
Grylloderes melanocephalus är en insektsart som först beskrevs av Jean Guillaume Audinet Serville 1838.  Grylloderes melanocephalus ingår i släktet Grylloderes och familjen syrsor. Inga underarter finns listade i Catalogue of Life.